# Starčevska kultura
Starčevska kultura je arheološka kultura jugovzhodne Evrope, ki sega v obdobje neolitika med približno 6200 in 4500 pr. n. št. Izvira iz širjenja neolitskega paketa ljudstev in tehnoloških inovacij, vključno s kmetijstvom in keramiko, iz Anatolije na območje Sesklo. Starčevska kultura se je razširila na celinski Balkan, tako kot se je kultura impresso razširila vzdolž jadranske obale. Je del širše kulture Starčevo–Körös–Criş, ki je približno 700 let po začetni širitvi neolitskih kmetov proti severnemu Balkanu povzročila nastanek srednjeevropske kulture linearne trakaste keramike.
Najdišče Starčevo, tipsko najdišče, je na severnem bregu Donave v bližini vasi Starčevo v Srbiji (Vojvodina), nasproti Beograda.

## Izvor
Starčevska kultura predstavlja severno širitev zgodnjeneolitskih kmetov, ki so se naselili iz Anatolije v današnjo osrednjo Grčijo in se širili proti severu. Je del širše kulture Starčevo–Körös–Criș. Rečne poti, ki prečkajo današnjo Severno Makedonijo, so bile predlagane kot potencialna pot gibanja ljudstev in kmetijskega znanja. Najdišče Sesklo je bilo na splošno obravnavano kot neposredna točka širitve proti severu, vendar je radiokarbonsko datiranje na več najdiščih leta 2020 pokazalo, da je najdišče v Mavropigiju (približno 180 severozahodno od Seskla) veliko bolj verjetna izvorna točka gibanja prebivalstva vzdolž rečnih poti proti osrednjemu Balkanu. Od leta 2020 sta najstarejši datirani najdbi Crkvina blizu Miokovcev v Srbiji in Runik na Kosovu, ki sta statistično nerazločljivi in sta datirani v približno 6238 pr. n. št. (6362–6098 pr. n. št. pri 95 % IZ) in približno 6185 pr. n. št. (6325–6088 pr. n. št. pri 95 % IZ).
Tema dvema najzgodnejšima najdiščema je sledila druga skupina najdišč, ki se je razvila približno 6200–6000 pr. n. št. v južni in osrednji Srbiji. Naslednja širitev je v vzhodni Srbiji (Lepenski Vir) približno 6100 pr. n. št., od približno 6000 pr. n. št. pa se v severni Srbiji pojavlja še ena skupina naselij. Ta splošna pot širitve nakazuje na model vala širitve vzdolž rečnih poti, kot je dolina Morave, vendar ni strogo opredeljen model, saj niso vsa severna najdišča poznejšega datuma v primerjavi z najdišči južno od njih in obratno.

### Arheogenetika
V genetski študiji iz leta 2017, objavljeni v reviji Nature, so analizirali ostanke petih moških, pripisanih zgodnji Starčevski kulturi z Madžarske. Kar zadeva ekstrahirano Y-DNA, so trije pripadali podkladom G2a2, dva pa H2. Ekstrahirana mtDNA so bila podkladi T1a2, K1a4a1, N1a1a1, W5 in X2d1. Študija iz leta 2018, objavljena v reviji Nature, je analizirala tri vzorce iz Hrvaške in enega iz Srbije, ki so pripadali haploskupinam Y-DNA C-CTS3151, H2-L281 in I2, medtem ko so haploskupine mtDNA J1c2, K1a4a1, U5b2b in U8b1b1. Leta 2022 sta bila analizirana dva vzorca, ženska iz Grad-Starčeva s haploskupino mtDNA T2e2 in moški iz Vinče-Belo Brdo s haploskupino Y-DNA G2a2a1a3 in haploskupino mtDNA HV-16311. Glede na analizo ADMIXTURE so imeli vzorci iz Starčeva približno 87–100 % zgodnjih evropskih kmetov, 0–9 % zahodnih lovcev-nabiralcev in 0–10 % zahodnih stepskih pastirjev, povezanih z njimi. Študija iz leta 2024, objavljena v reviji Nature Human Behaviour, je testirala 17 vzorcev iz Srbije, Hrvaške, Romunije in Madžarske ter ugotovila, da so bile haploskupine Y-DNA G2a2b, G2a2b2a1a1c, G2a2a1a, G2a2a1a2a2a1, C1a2 (x2), R1b, H in F, medtem ko so bile haploskupine mtDNA H (x2), HV0a, J1c, J1b1, J2b1, J2b1d, K1a2, K1a4, K1a5, K1b1, K2, N1a1a, T2b (x2) in T2e.

## Značilnosti in sorodne kulture
Lončenina je običajno groba, kasneje pa so se pojavile finejše žlebljene in poslikane posode. Vrsta koščene lopatice, morda za zajemanje moke, je značilen artefakt. Körös je podobna kultura na Madžarskem, poimenovana po reki Körös, s tesno sorodno kulturo, ki je prav tako uporabljala posode na nogah, vendar manj poslikanih. Obe sta dali ime širši kulturi regije v tem obdobju.
Vzporedne in tesno sorodne kulture vključujejo tudi Karanovsko kulturo v Bolgariji, kulturo Criş v Romuniji in Predsesklo kulturo v Grčiji.

## Najdišča
Starčevska kultura je pokrivala precejšnje območje, ki je vključevalo velik del današnje zahodne in južne Srbije, Črne gore (razen obalnega območja), Kosova, dele vzhodne Albanije, vzhodne Bosne in Hercegovine, zahodne Bolgarije, vzhodne Hrvaške, Madžarske, Severne Makedonije in Romunije.
Najzahodnejše nahajališče te kulture najdemo na Hrvaškem, v bližini Ždralova, dela mesta Bjelovar. Regija Slavonija na današnjem Hrvaškem je najzahodnejše območje poselitve starčevske kulture. Med letoma 6200 in 5500 pr. n. št. je bilo na tem območju intenzivno naseljevanje in organizirana raba zemljišč okoli Zadubravlja, Galova, Sarvaša, Pepelan, Starih Perkovcev in drugih najdišč.[14] To je bila zadnja faza kulture. Najdbe iz Ždralova spadajo v regionalni podtip zadnje različice v dolgem procesu razvoja te neolitske kulture.
Leta 1990 je bilo Starčevo dodano na seznam arheoloških najdišč izjemnega pomena, ki ga varuje Republika Srbija.
Na Kosovu so starčevsko materialno kulturo našli v predvinških plasteh na najdiščih Vlashnjë in Runik.

## Galerija
- Skulptura iz Tumba Madžari, Severna Makedonija
- Figurica "Rdečelasa boginja"
- Oltarna miza iz Tumba Madžarija